# Kormoran (1938)
Kormoran — найбільший допоміжний крейсер Крігсмаріне Другої світової війни був збудований 1938 як вантажний корабель Steiermark. Озброєний «Корабель 41» (нім. Schiff 41)використовувався у торговій війні у регіоні Індійського океану. У Royal Navy відомий як Рейдер G (англ. Raider G). Єдиний допоміжний крейсер, що потопив військовий корабель.

## Історія
Був збудований у корабельні Germaniawerft в Кілі для лінії Гамбург — Америка HAPAG. На початку 1940 перебудований у корабельні Deutsche Werft Гамбургу на допоміжний крейсер Kormoran і 9 жовтня 1940 прийнятий на службу під командуванням корветтен-капітана Теодора Детмерса. Він вийшов з Готенгафен 3 грудня 1940 і 12 грудня прорвався через Данську протоку до Атлантики. 6 січня 1941 потопив перший з 11 кораблів (загальний тоннаж 70 000 брт). З 16 -24 жовтня 1941 діяв в Індійському океані західніше Австралії разом з кораблем постачання «Кульмерланд».

### Бій

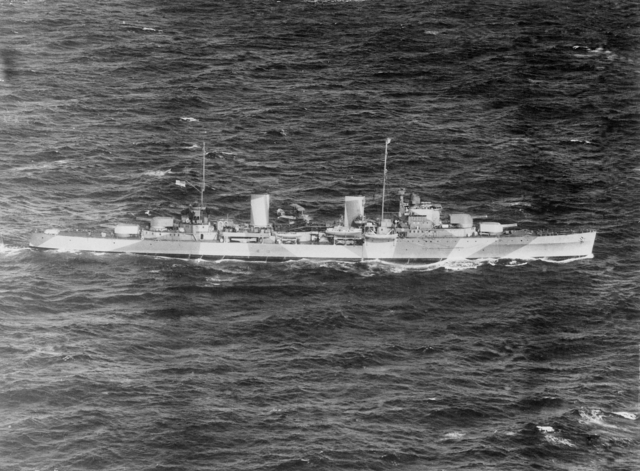
HMAS Sydney. 1940

19 листопада 1941 Kormoran виявив і почав переслідувати легкий крейсер HMAS Sydney (D48), який мав більшу швидкість. Крейсер мав намір провести звичну перевірку вантажного корабля. Над «Kormoran» був піднятий нідерландський прапор. Капітан подав інформацію, що судно називається «Straat Malakka» і йде до Джакарти. Зволікаючи час, сигнальні прапори піднімали у місцях, які погано проглядались з «Sydney» і їх доводилось піднімати в іншому місці, чи світлові сигнали подавались з помилками, через що їх необхідно було повторяти. З «Sydney» не надавали команду зупинити машини, не надавали запит на базу про можливість знаходження даного корабля у даному квадраті. З «Kormoran» бачили, що не всі розрахунки на «Sydney» зайняли свої місця біля гармат, деякі з яких все ж були спрямованих у їхню сторону. Відстань скоротилась до 1000 м і капітан «Kormoran» не міг дати відповідь на запит про таємні коди корабля, яких він не знав.

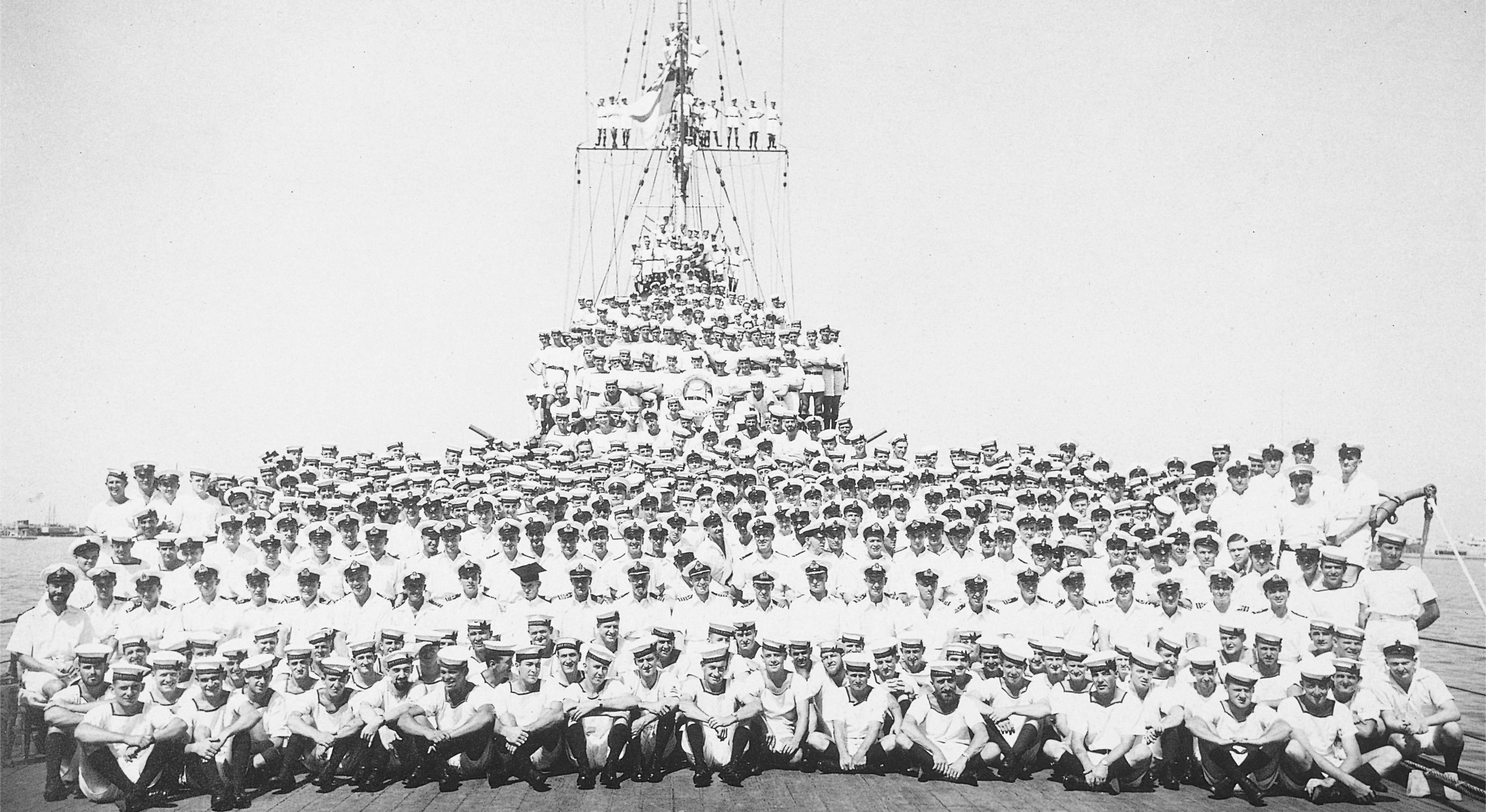
Екіпаж HMAS Sydney. Липень 1940

Тому «Kormoran» о 17:30 відкрив вогонь по крейсеру. Менш ніж за 5 хвилин HMAS «Sydney» отримав 50 попадань 150-мм гармат, екіпаж на палубі вражали черги 37-мм і 20-мм швидкострільних зенітних гармат. Першим залпом був зруйнований командирський мостик, пункт управління вогнем, де очевидно загинуло командування крейсера. З пошкодженого гідролітака виливалось пальне, що викликало пожежу на палубі. Носові башти австралійського крейсера дали перший неприцільний залп, після чого вони були виведені з ладу однієї з двох торпед, що попали в корпус. Третім залпом з «Kormoran» була пошкоджена верхня задня башта «Sydney». Єдиний прицільний залп його задньої нижньої башти викликав пожежу машинного відділення рейдера, а 4 випущені торпеди пройшли мимо цілі. Палаючий HMAS «Sydney» пересік курс «Kormoran» чи то у спробі протаранити, чи втративши управління і став віддалятись. Задні гармати «Kormoran» обстрілювали його до 18:30, коли капітан наказав припинити вогонь. «Kormoran» практично втратив машинне відділення через пожежу. Через загрозу захоплення корабля капітан вирішив його самозатопити. Оскільки вся команда не поміщалась на збережених шлюпках, з трюму вручну підняли стальні шлюпки і спустили на воду. Команда покинула до 23:00 «Kormoran». Капітан включив таймер підривного пристрою і останнім покинув корабель, на якому через 20 хв. вибухнула вибухівка, потім міни і він затонув.

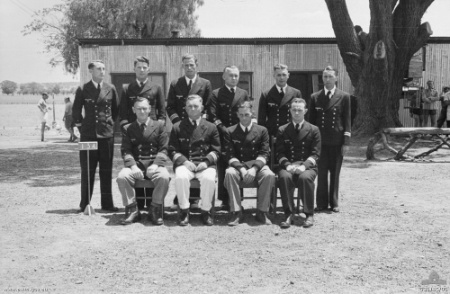
Офіцери Kormoran. 11 лютого 1943

Легкий крейсер не встиг подати жодних повідомлень на базу і його доля була невідомою до висадки на узбережжі Австралії біля міста Карнарвон біля сотні німецьких моряків з двох рятувальних шлюпок. Це викликало спочатку паніку від можливого німецького десанту в Австралії. Інші шлюпки підібраали корблі. Загалом з 397 членів екіпажу врятувалось 316, відпущених 1947 на Батьківщину. Вони розказали, що до 22:00 бачили на півдні заграву з палаючого HMAS «Sydney». Ні решток крейсера, чи 645 моряків не знайшли.
Лише 12 березня 2008 на глибині 2.560 м віднайшли рештки «Kormoran» за 241 км від узбережжя Австралії та за 4 милі від місця бою. 16 березня 2008 за 22 кілометри від рейдера і 8 миль від місця бою віднайшли рештки HMAS «Sydney» на глибині 2.470 м.

## Джерела

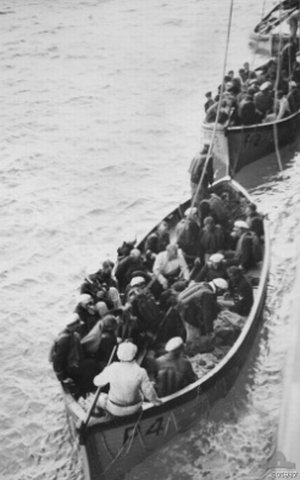
Рятувальні човни з Kormoran біля британського корабля Centaur (корабель, 1924)